# Matt Anoa'i
Matthew Tapunuu « Matt » Anoa'i (né le 7 avril 1970 à San Francisco et mort le 17 avril 2017 à Pensacola (Floride)), est un catcheur (lutteur professionnel) américain d'origine samoane plus connu sous le nom de Rosey.
Fils du catcheur Sika Anoa'i, il suit les traces de son père après s'être entrainé auprès de son oncle Afa Anoaʻi. Il lutte alors sur le circuit indépendant nord-américain où il fait fréquemment équipe avec son cousin Eddie Fatu.
Le duo signe un contrat avec la World Wrestling Federation / Entertainment (WWF puis WWE à partir 2002) en 2001. C'est dans cette fédération qu'il adopte le nom de ring de Rosey. Il fait équipe avec son cousin qui se fait alors appeler Jamal et se font connaitre sous le nom de Three Minutes Warning. Quand Jamal quitte la WWE en 2003, il fait alors équipe avec The Hurricane et porte un masque. Il se présente alors comme étant un super héros de l'entrainement et il devient champion du monde par équipe de la WWE  avec The Hurricane.
Son contrat avec la WWE prend fin en 2006 et il continue à travailler au Japon à l'All Japan Pro Wrestling et sur le circuit indépendant nord-américain et arrête sa carrière en 2011. En 2014, il est victime d'une insuffisance cardiaque. Il participe à l'émission de télé-réalité Fat March.

## Jeunesse
Anoa'i fait partie de la famille Anoa'i, une célèbre famille de catcheurs. Il a un frère cadet Leati Joseph qui est lui aussi catcheur depuis 2010 et connu sous le nom de Roman Reigns. Bien que faisant partie de cette famille, Matt envisage de devenir joueur de football américain et de jouer en National Football League (NFL). Il est offensive lineman et joue aux côtés d'Emmitt Smith dans l'équipe d'Escambia High School. Il obtient une bourse universitaire de l'université d'Hawaï où il fait partie de l'équipe de football. Aucune franchise de NFL ne l'engage et il travaille comme videur dans des boites de nuit avant de commencer son entrainement de catcheur.

## Carrière

### Début sur le circuit indépendant nord américain (1994-2001)
Anoa'i commence à s'entrainer dans la maison familiale auprès de son père. Son oncle Afa Anoaʻi prend la suite dans les semaines qui suivent. Il côtoie durant cette période son cousin Eddie Fatu.
Ils commencent tous les deux leur carrière à la World Xtreme Wrestling (WXW), la petite fédération de catch de la famille Anoa'i. En 1996, il fait un bref passage à l'Extreme Championship Wrestling sous le nom de Mack Daddy Kane et fait équipe avec son autre cousin Samu (en).

### World Wrestling Federation/Entertainment (2001-2006)

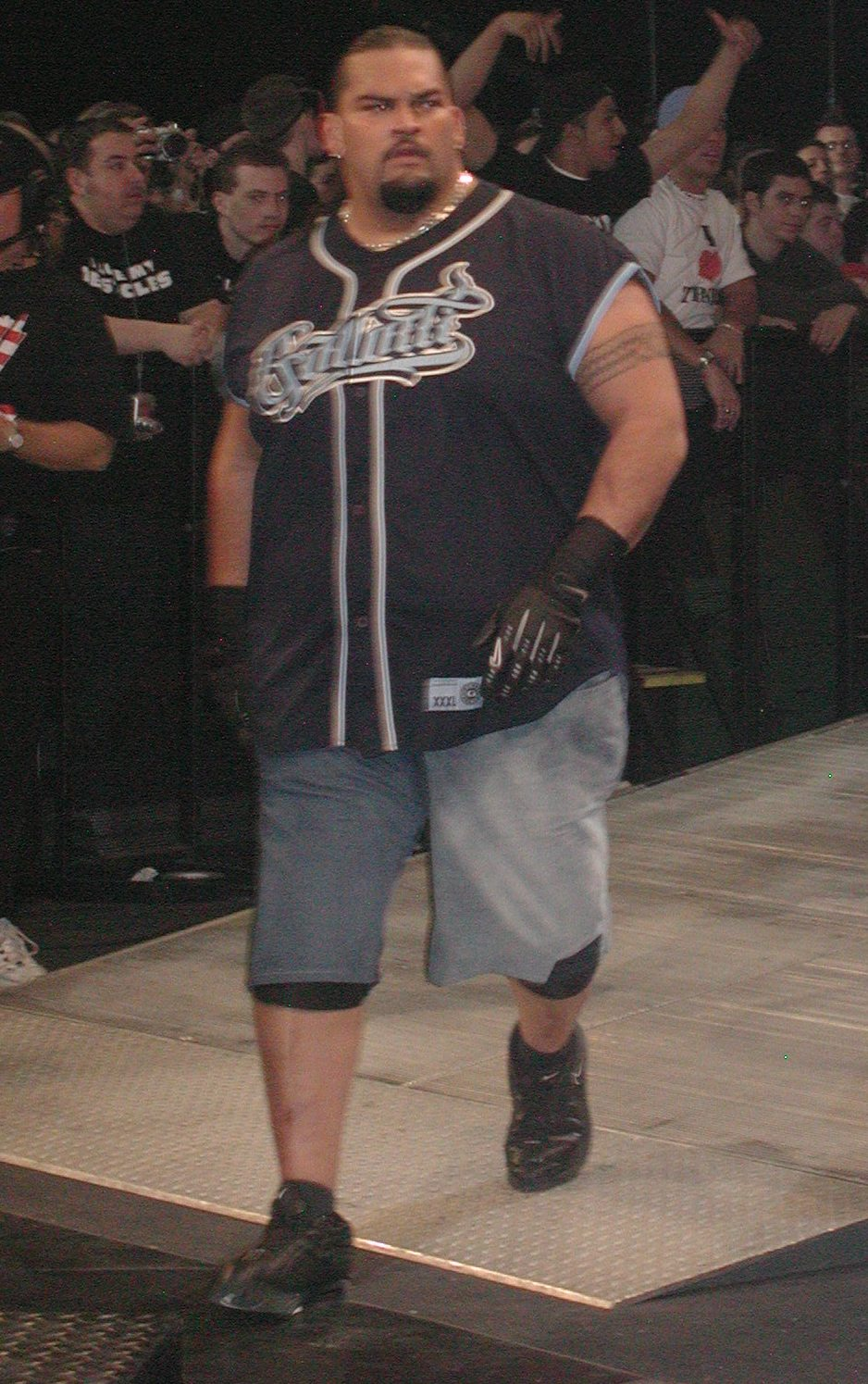
Matt Anoa'i, lorsqu'il forme Three Minutes Warning avec son cousin Eddie Fatu.

Lors de WrestleMania 21, Rosey participe à un Battle Royal Match (En Dark Match).

### All Japan Pro Wrestling & Circuit Indépendant (2006-2013)

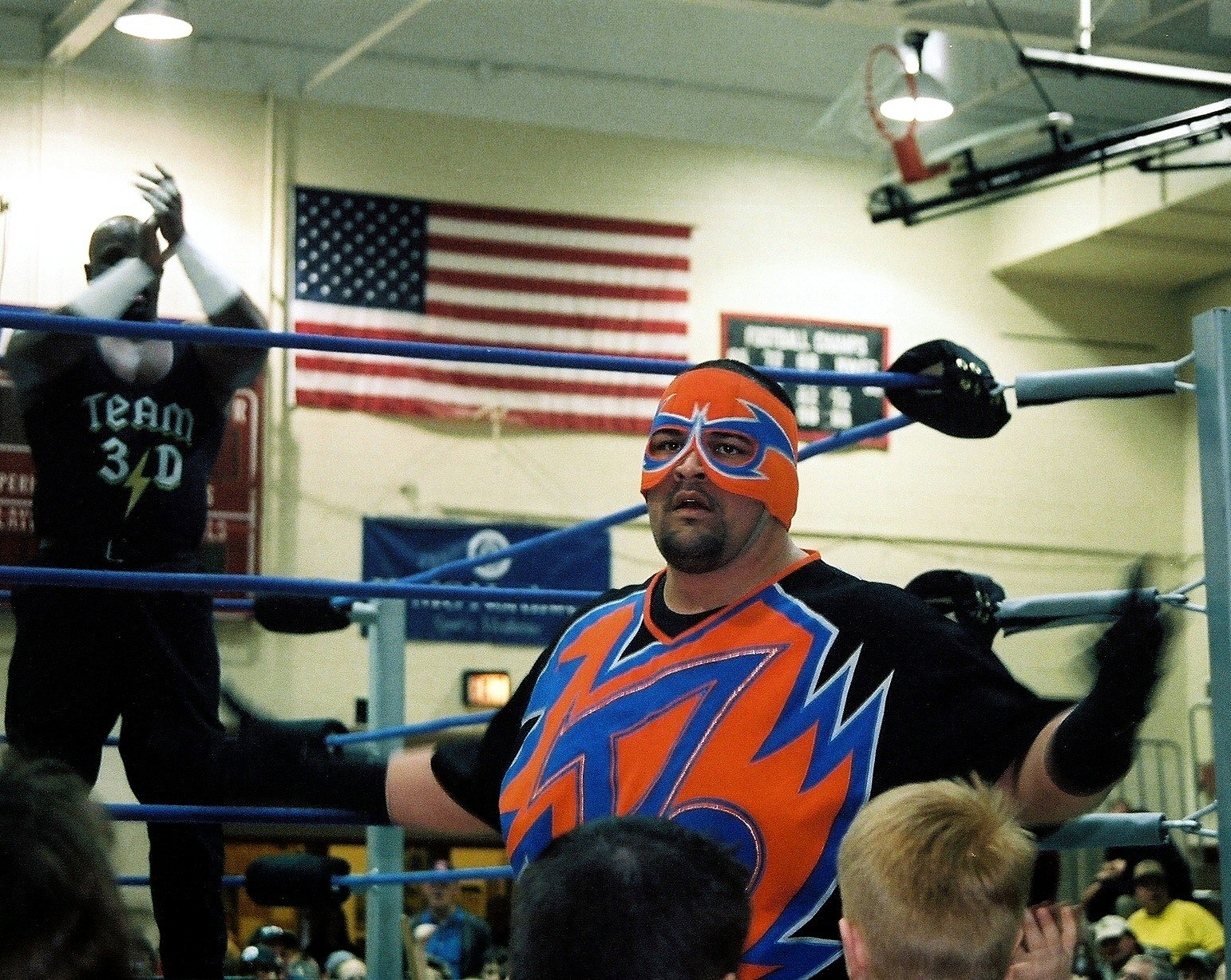
Rosie (avec D-Von Dudley en arrière-plan) en avril 2006.

### Mort
Le 24 janvier 2014, Matthew Anoa'i est hospitalisé à la suite d'une insuffisance cardiaque
Il meurt le 17 avril 2017 à l'âge de 47 ans, 10 jours après son anniversaire.

## Palmarès
- Frontier Martial-Arts Wrestling / World Entertainment Wrestling
  - 1 fois FMW/WEW Hardcore Tag Team Championship (avec Eddie Fatu)
- Heartland Wrestling Association
  - 1 fois HWA Tag Team Championship (avec Ekmo)
- Memphis Championship Wrestling
  - 3 fois MCW Southern Tag Team Championship (avec Ekmo)
- World Wrestling Council
  - 1 fois WWC World Tag Team Championship (avec Tahiti)
- World Wrestling Entertainment
  - 1 fois World Tag Team Championship (avec The Hurricane)
- World Xtreme Wrestling
  - 2 fois WXW Tag Team Championship (avec L.A. Smooth)